# トカラ列島島めぐりマラソン大会
トカラ列島島めぐりマラソン大会（トカラれっとうしまめぐりマラソンたいかい）は、鹿児島県十島村が主催するマラソン大会である。

## 概要
十島村を広くPRし、村外と交流を深めるために企画されたマラソン大会で、毎年秋に実施されている。定期船「フェリーとしま」を借り切って、トカラ列島の有人7島を順に走破していく。競技は下記3種目となる。
- 島めぐりマラソン：有人7島を一人で走破
- 島めぐりリレー：有人7島をチームで走破
- 夢のかけはしトカラリレー：各島住民・小中学生によるタスキリレー